# Новско ждрило
Новско ждрило је морски пролаз између Новиградског мора и Велебитског канала. Дуг је 4 километра. Широк је до 400 и дубок до 30 метара. Преко њега су изграђена два моста, стари и нови Масленички мост. У рату у Хрватској стари мост је био стратешки важна тачка за српске и хрватске трупе и као резултат сукоба био је срушен, а обновљен је 2005. године.